# Kasberget
Kasberget este o arie protejată (arie specială de conservare — SAC, sit de importanță comunitară — SCI) din Finlanda întinsă pe o suprafață de 9,88 ha, integral pe uscat.

## Localizare
Centrul sitului Kasberget este situat la coordonatele 60°08′32″N 19°57′19″E / 60.142222°N 19.955278°E.

## Înființare
Situl Kasberget a fost declarat sit de importanță comunitară în octombrie 1997 pentru a proteja un număr necunoscut de specii din flora spontană și fauna sălbatică aflate în arealul zonei. Situl a fost protejat și ca arie specială de conservare în decembrie 2015.

## Biodiversitate
Situată în ecoregiunea boreală, aria protejată conține 1 habitat natural: Taiga vestică.
La baza desemnării sitului se află un număr nedeclarat de specii protejate.
Pe lângă speciile protejate, pe teritoriul sitului au mai fost identificate 3 specii de păsări.